# Sława Kubani
"Sława Kubani" (ros. Бронепоезд "Слава Кубани") – lekki pociąg pancerny białych podczas wojny domowej w Rosji.
Został utworzony w październiku 1919 r. w Charkowie. Jego załoga pod dowództwem por. Artiemija P. Cziżowa pochodziła z pociągu pancernego "Gienierał Szkuro". Wszedł w skład 10 dywizjonu pociągów pancernych. Od listopada uczestniczył w działaniach bojowych na Ukrainie. W marcu 1920 r. został rozformowany i zostawiony w rejonie stacji Siwasz na Krymie. Jego załoga przeszła do nowo utworzonego pociągu pancernego "Oficer".